# Лев Остийский

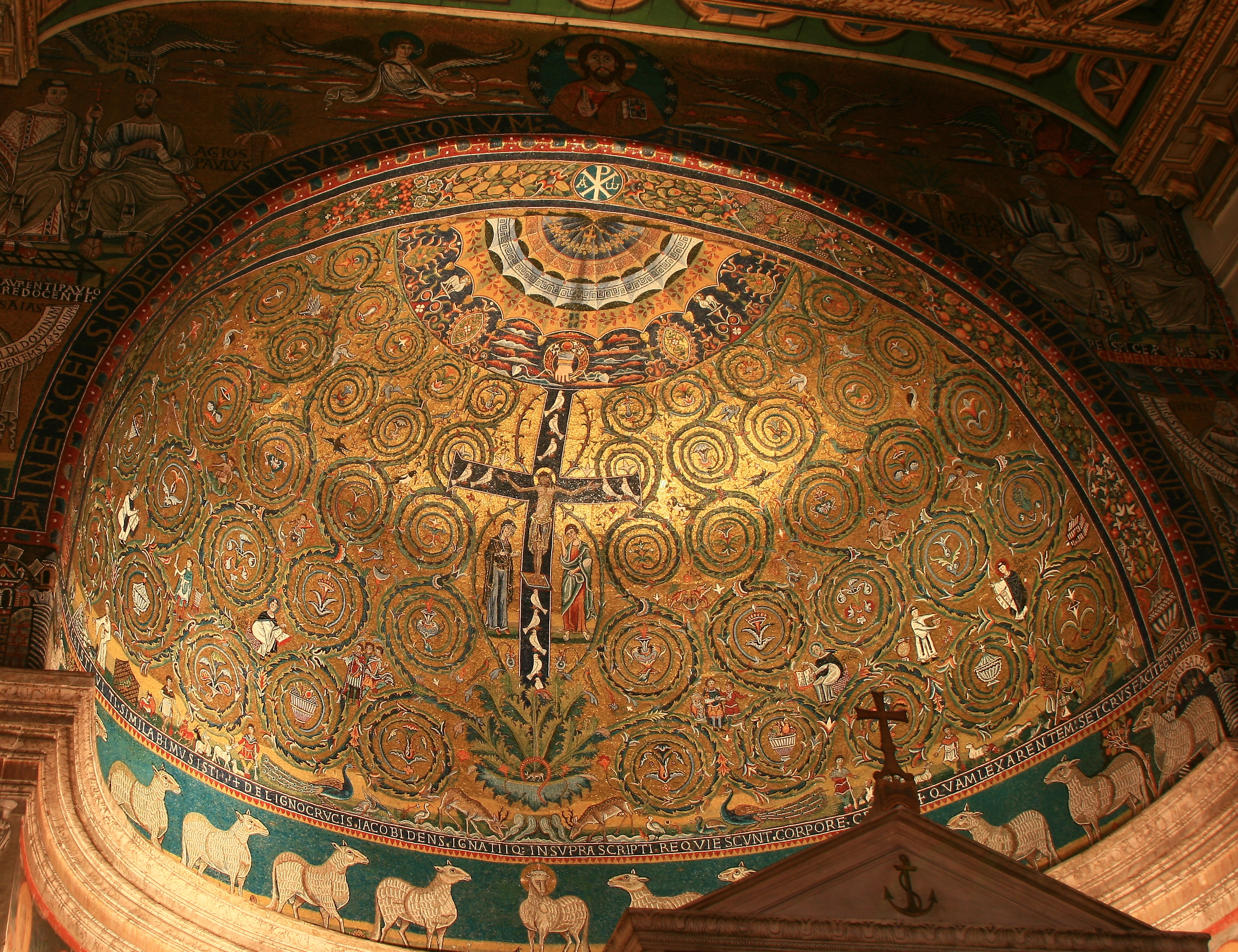
Мозаика апсиды базилики Святого Климента в Риме, XII в.

Лев Остийский, он же Лев Марсиканский (итал. Leone Marsicano, Leone di Montecassino o Leone di Ostia, лат. Leo Marsicanus, Leo Casinensis; около 1040 или 1045 — 22 мая 1115 или 1117) — итальянский церковный деятель, хронист и агиограф, монах-бенедиктинец из аббатства Монтекассино, кардинал-епископ Остии. Один из авторов «Хроники монастыря Монтекассино» (лат. Chronica monasterii Casinensis).

## Биография
Родился около 1045 или 1046 года в Абруцци в аристократической лангобардской семье Джованни и Аццы Берарди, графов марсиканских. Его дядя Иоанн занимал епископскую кафедру в Соре, а брат, тоже Иоанн, был монахом бенедиктинского аббатства Монтекассино.
Между 1060 и 1063 годами, в возрасте примерно четырнадцати лет, он сам стал в Монтекассино послушником, завоевав вскоре доверие со стороны аббата Дезидерия (1058—1087), впоследствии ставшего папой Виктором III. Обучаясь у будущего кардинала Альдемария, служившего прежде нотарием у Ричарда I Капуанского, получил неплохое образование, в совершенстве овладев латынью и греческим. Таланты его были замечены образованными современниками, в частности, его родственником Одеризием, преемником Дезидерия на посту настоятеля (1087—1105), а также епископом Альфаном Салернским, который упоминает его с похвалой, называя «малышом Львом» (лат. Leunculus).
Исполняя обязанности монастырского библиотекаря и архивариуса, руководя работой скриптория и участвуя в урегулировании имущественных споров своей обители, он в совершенстве овладел всеми доступными источниками по истории Монтекассино, дополнив свои знания рукописями из библиотечных собраний других монастырей. Известно несколько иллюминированных манускриптов, переписанных в аббатстве с его непосредственным участием, в частности, лекционарий 1072 года (MS Casin., 99), не имеющий себе равных в истории южно-итальянского строчного письма и украшения инициалов. Страницу посвящения в ней украшает миниатюра, изображающая аббата Дезидерия, преподносящего книгу Св. Бенедикту Нурсийскому, на коленях перед которым стоит дядя Лео — будущий епископ Иоанн.
На консистории 1088 года он возведён был в ранг кардинала-священника римской церкви Святых Вита и Модеста. По делам своего аббатства ему приходилось участвовать во многих церковных соборах, в частности, в ноябре 1078 года в Латеранском дворце в Риме, в сентябре 1089 года в Мельфи, в марте 1093 года в Трое, в 1097 году снова в Риме, в сентябре 1098 года в Беневенто, а в октябре того же года — в Бари. В результате он сблизился с папой Урбаном II, включившим его в октябре-ноябре 1098 года в свою свиту в поездках в Беневенто и в Чепрано.
Между 1102 и 1107 годами папа Пасхалий II назначил его кардиналом-епископом Остии. В этой должности он активно участвовал в конфликте, разразившемся в 1111 году между императором Генрихом V и папским престолом из-за инвеституры, поначалу решительно отстаивая в нём интересы римских понтификов, но уже в октябре того же года пойдя на компромисс, согласившись поехать в Монтекассино, чтобы передать братии папский приказ не подчиняться аббату Бруно Астийскому (1107—1111), активному стороннику григорианских реформ, который вынужден был после этого сложить с себя полномочия и удалиться в свою епархию. 24 января 1112 года он освятил алтарь в римской базилике Сан-Лоренцо-ин-Лучина, а затем участвовал в заседании Латеранского собора, на котором вместе с другими кардиналами подписал осуждение привилегий, утверждённых Генрихом.
В феврале и октябре 1113 года, а также в феврале, мае и июле 1114 году подписал ещё несколько папских документов. Скончался 22 мая 1115 года на римском подворье Монтекассино, в монастыре Санта-Мария-ин-Паллара на Палатине; дата смерти зафиксирована в мартирологе последнего, датированном концом XI века, а также некрологе самого аббатства Монтекассино середины XII века.

## Сочинения

### «Хроника монастыря Монтекассино»
Является плодовитым писателем, реальным или предполагаемым автором гомилетических, агиографических и исторических (в т. ч. истории Первого крестового похода) сочинений, многие из которых утрачены.
Главным из них является история аббатства Монтекассино, которую, по его собственным словам, его уговорил написать настоятель Одеризий, желавший установить, «какие владения и церкви, коими мы ныне владеем, каким образом и при каком аббате поступили в наш монастырь». Однако полностью отдаться этой работе Лев из-за своих обременительных обязанностей так и не смог. Написанные им не ранее 1098 года три книги «Хроники монастыря Монтекассино» охватывают период между 529 годом и сентябрём 1075 года, прерывая изложение на середине правления аббата Дезидерия.
Значительно расширив практическую задачу, поставленную перед ним аббатом, добросовестный Лев изучил все доступные ему привилегии и дарственные грамоты, в разное время полученные монастырём от пап, императоров, королей, владетельных князей, герцогов и графов, втянувшись в чисто историческое исследование по выяснению обстоятельств, при которых были сделаны те или иные дарения. Помимо документов из монастырского архива, включая реляции послов папы Льва IX о сношениях Рима с Константинополем, многие из которых позже были утрачены, Лев использовал массу нарративных источников, в том числе продолжение «Церковной истории» Евсевия Кесарийского, составленное Руфином Аквилейским, «Житие Мартина Турского» Сульпиция Севера, «Правила» Бенедикта Нурсийского, «Диалоги» Григория Великого, жития святых и «Церковную историю англов» Беды Достопочтенного, «Историю лангобардов» Павла Диакона, агиографические труды Петра Дамианского и кассинского поэта Гвайферио, собрание диалогов аббата Дезидерия и др. Из сочинений предшественников, подвизавшихся в его родном аббатстве, Лев привлёк «Историю лангобардов Беневенто» Эрхемперта и «Историю норманнов» Амата из Монтекассино, заимствовав также немало данных из «Капуанской княжеской» и «Салернской» хроник.
Опираясь в качестве образца на такие памятники церковной историографии, как «Книга понтификов» и «Хроника Бенедикта из монастыря святого Андрея», Лев разбил текст своей хроники на отдельные главы по периодам правления аббатов, изложив в каждой важнейшие деяния последних и связанные с ними события в округе и окрестных землях, включая постройки, дарения, земельные и имущественные приращения, переписку новых кодексов, столкновения с зависимым населением и враждебными соседями и пр.
Литературный стиль Льва Остийского, характерный для историографии Монтекассино, испытал заметное влияние не только текстов Священного Писания и святоотеческой литературы, но и античных классиков, в частности, Вергилия, Саллюстия, Юлия Цезаря, Тита Ливия, Лукреция, Квинтилиана, Светония, Аннея Флора, Иеронима, Августина и др. Изложение событий у Льва довольно беспристрастно, а сообщения обстоятельны и заслуживают доверия, поэтому его хроника является ценным источником по истории Нижней Италии, особенно применительно ко второй половине XI века. Многие использованные им документы сохранились, а рассказ в основном не противоречит данным других хроник. Не чуждый исторической критики, в своей хронике Лев по возможности заботится о достоверности фактов, не ограничиваясь сферой монастырских дел, но касаясь и многих исторических лиц, имевших хотя бы отделённое отношение к монастырю, в том числе греков и нормандцев.
Особый интерес вызывает приписываемая Львом папе Виктору III программа восстановления римских шедевров искусства и архитектуры, в частности, мозаик апсиды базилики Св. Климента, скорее всего, задуманная им самим. Утончённый литературный стиль, богатство языка и взвешенность оценок, характерные для сочинения Льва, являются плодом не столько духовной экзальтированности высокопоставленного прелата, сколько эстетической чувствительности талантливого писателя, дополненной острой памятью и уравновешенностью характера опытного дипломата. «История, — пишет Лев, — это свидетельство времен, указатель истины, жизнь памяти, учительница жизни, вестник прошедших времен, правила для всех добродетельных людей».
В первой половине XII века труд Льва Остийского продолжил до 1127 года монах Гвидо, ученик Альберико-старшего, а затем монастырский архивариус Пётр Диакон (ум. 1159), доведя изложение событий до 1138 года. Историческую ценность продолжений хроники Льва, особенно второго, исследователи оценивают значительно ниже, не только из-за фактологических и хронологических ошибок, но и из-за использования фальсифицированных документов и различных домыслов. Легковерный и неаккуратный Пётр Диакон и вовсе безапелляционно утверждал, что историк не нуждается в каком-то образовании и ему вполне достаточно опираться в своей работе на «здравый смысл» (лат. naturalis intelligentia).
«Хроника Монтекассино» сохранилась, как минимум, в 26 рукописях, датируемых временем с начала XII по конец XV века. Впервые она была напечатана в 1513 году в Венеции по переработке Амброджо Траверсари и в 1603 году переиздана в Париже Якобом Бреулием, а в 1616 году в Неаполе вышло новое переложение её, выполненное Матвеем Лауретом. В 1668 году в Париже увидело свет полное оригинальное издание под заглавием «Chronica sacri monasterii Casinensis auctore Leone cardinal episcopo Ostiensi», подготовленное монтекассинским настоятелем Анджело делла Носе, практически без изменений переизданное в 1723 году в Милане церковным историком Лудовико Антонио Муратори. В 1846 году немецким историком Вильгельмом Ваттенбахом подготовлено было новое издание в Ганновере в VII томе серии «Monumenta Germaniae Historica» (подсерия Scriptores), а в 1854 году хроника была переиздана учёным аббатом Жаком Полем Минем в 173 томе «Patrologia Latina».
В 1980 году немецким медиевистом Хартмутом Хоффманном подготовлено было заново отредактированное издание в 34 томе новой серии «Monumenta Germaniae Historica», по которому в 2011 году выполнен был первый русский перевод И. В. Дьяконова, опубликованный в 2015 году издательством «Русская панорама» в серии «MEDIÆVALIA: средневековые литературные памятники и источники».

### Агиография
Из агиографических трудов Льва Остийского известны «Vita Sancti Mennatis eremitae et confessoris», датированная 1094 годом, и «Narratio de consecratione ecclesiarum a Desiderio et Oderisio in Monte Casino aedificatarum», написанная годом позже, а также «Breviatio de monasterio Sanctae Sophiae», представляющее собой подготовительные материалы к хронике, которые были опубликованы вместе с текстом последней в 1854 году вышеназванным Минем.
Автор «Vita cum translatione S. Clementis», сохранившейся в двух рукописях XII и XIV веков, в которой излагается т. н. «итальянская легенда» об обретении мощей Св. Климента Римского в Херсонесе. Основным источником для неё послужило сочинение Гаудериха, епископа Веллетри, написанное для папы Иоанна VIII (ум. 882), которое Лев подверг лишь стилистической переработке, оставив его текст практически без изменений. В прологе к нему сообщается, что основные сведения о равноапостольных братьях Гаудерих почерпнул из сочинения, написанного «славянскими письменами» (лат. lex slavonicis litteris). Предполагается, что это было «Житие Константина», приписываемое ученику Кирилла Клименту Охридскому, в 880 году привезённое Мефодием в Рим.

## Издания
- Лев Марсиканский, Петр Дьякон. Хроника Монтекассино. В 4 книгах / Пер. с лат. и комм. И. В. Дьяконова; под ред. И. А. Настенко. — М.: «SPSL»-«Pyсскaя панорама», 2015. — 520 с.: ил. — (MEDIÆVALIA: средневековые литературные памятники и источники). — ISBN 978-5-93165-303-7.
- Chronica sacri Monasterii Casinesis, auctore Leone Cardinali Episcopo Ostiensi // Rerum Italicarum Scriptores, a cura di Ludovico Antonio Muratori. — Tomo IV. — Mediolani, 1723. — pp. 151–602.
- Leonis Marsicani et Petri Diaconi Chronica monasterii Casinensis. Hrsg. von W. Wattenbach // Monumenta Germaniae Historica (SS). — Tomus VII. — Hannover, 1846. — pp. 551–844.
- Leo Marsicanus et Petrus Diaconus Chronica monasterii Casinensis, accurante J.-P. Migne // Patrologiae cursus completus. Series Latina. — Tomus 173. — Parisiis, 1854. — coll. 439—978.
- Die Chronik von Montecassino (Chronica monasterii Casinensis). Hrsg. von H. Hoffmann // Monumenta Germaniae Historica (SS). — Tomus 34. — 1980. — pp. 1–607.